# Hasbergscher Hof

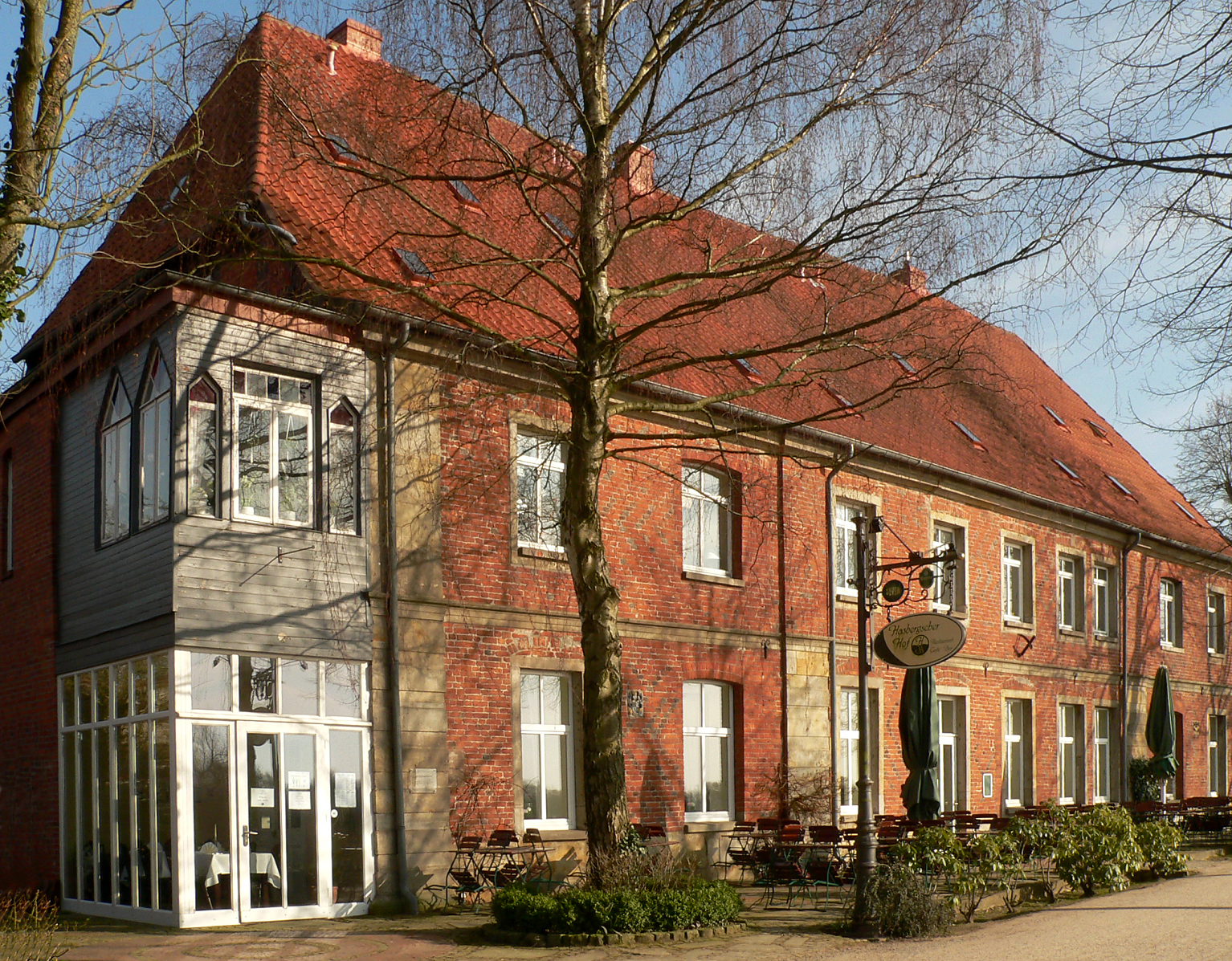
Hauptgebäude des Hasbergschen Hofs

Der Hasbergsche Hof ist ein im 16. Jahrhundert erbauter Burgmannshof an der Weser, der am westlichen Rand der Altstadt von Nienburg/Weser in Niedersachsen steht. Das seit Anfang der 2000er Jahre gastronomisch genutzte Hauptgebäude sowie das Nebengebäude stehen unter Denkmalschutz.

## Beschreibung
Das Hauptgebäude von 1653 ist zum Fluss sowie zum früheren Weserwall der Stadtbefestigung Nienburg traufständig ausgerichtet. Es ist ein in Ziegelfachwerk gehaltener zweigeschossiger Bau, dessen Westfassade mit einem Backsteinzierverband und Sandsteinelementen ausgestattet ist. Zum Hof hin weist das Bauwerk aufwändige Schnitzereien und ein auskragendes Obergeschoss auf. Es verfügt über einen großen Keller als Kreuzgewölbe. Das ebenfalls in Ziegelfachwerk errichtete zweigeschossige Nebengebäude aus der Zeit um 1510 liegt traufständig zur Wallstraße hin. Es ist seltenes Beispiel der Stockbauweise und wohl das älteste Fachwerkhaus in Nienburg.

## Geschichte

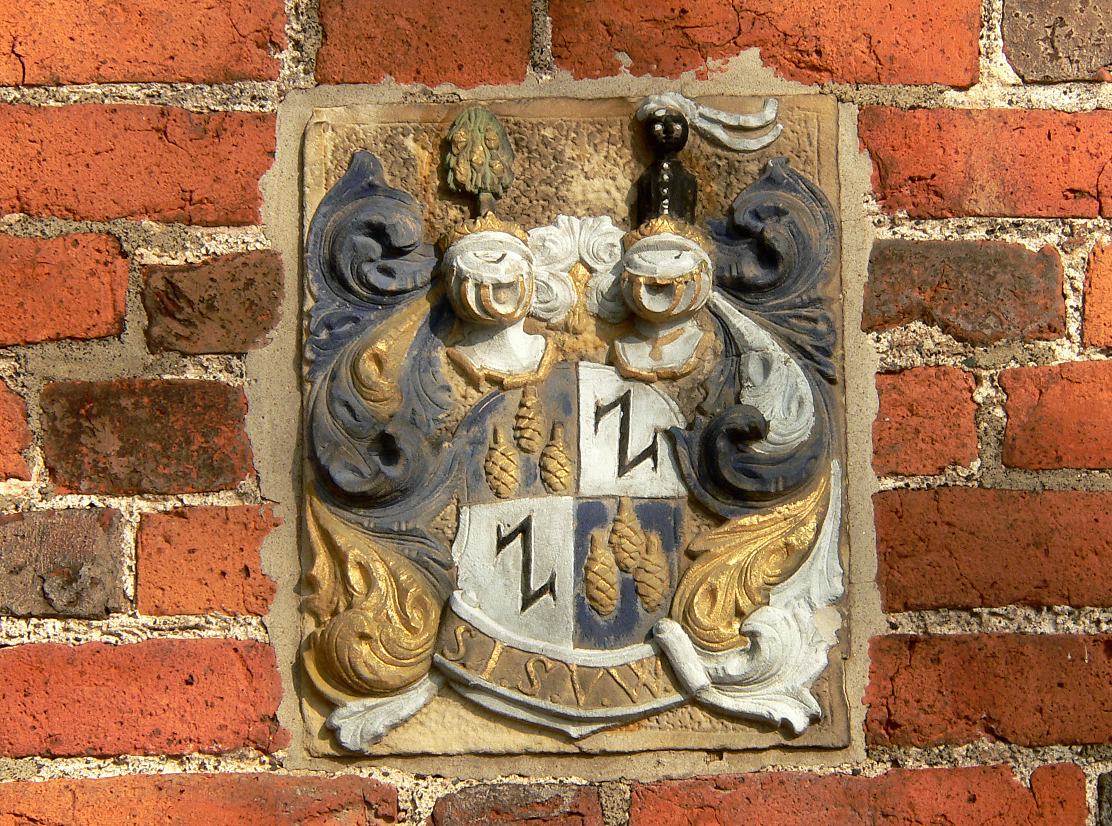
Wappen der Familie von Hasbergen an der Fassade

Der Burgmannshof ist nach der Familie von Hasbergen als Erbauer benannt, die 1189 erstmals auf der Burg in Hasbergen bei Delmenhorst erwähnt wird. Auf ihrem Stammsitz wird sie 1340 letztmals genannt. 1343 war sie im Besitz des Schlossgutes in Drakenburg und 1360 gehörte ihr ein Burgmannshof in Nienburg. Vom 14. bis zum 19. Jahrhundert gehörte der Familie das Schloss Eickhof in Liebenau. Sie zählte zu den Lehnsleuten der Grafen von Hoya. Ihre Blütezeit hatte die Familie im 16. Jahrhundert unter den Brüdern Jost (1507–1580) und Cordt von Hasbergen (1510–1581). Die letzte Namensträgerin auf dem Hasbergschen Hof war Sophie von Hasbergen (1757–1835). Sie musste 1788 den Burgmannshof an ihren geschiedenen Ehemann Ernst Ludwig Julius von Lenthe abtreten. Zwischen 1796 und 1807 wurde das Anwesen weiterverkauft.

## Denkmalschutz

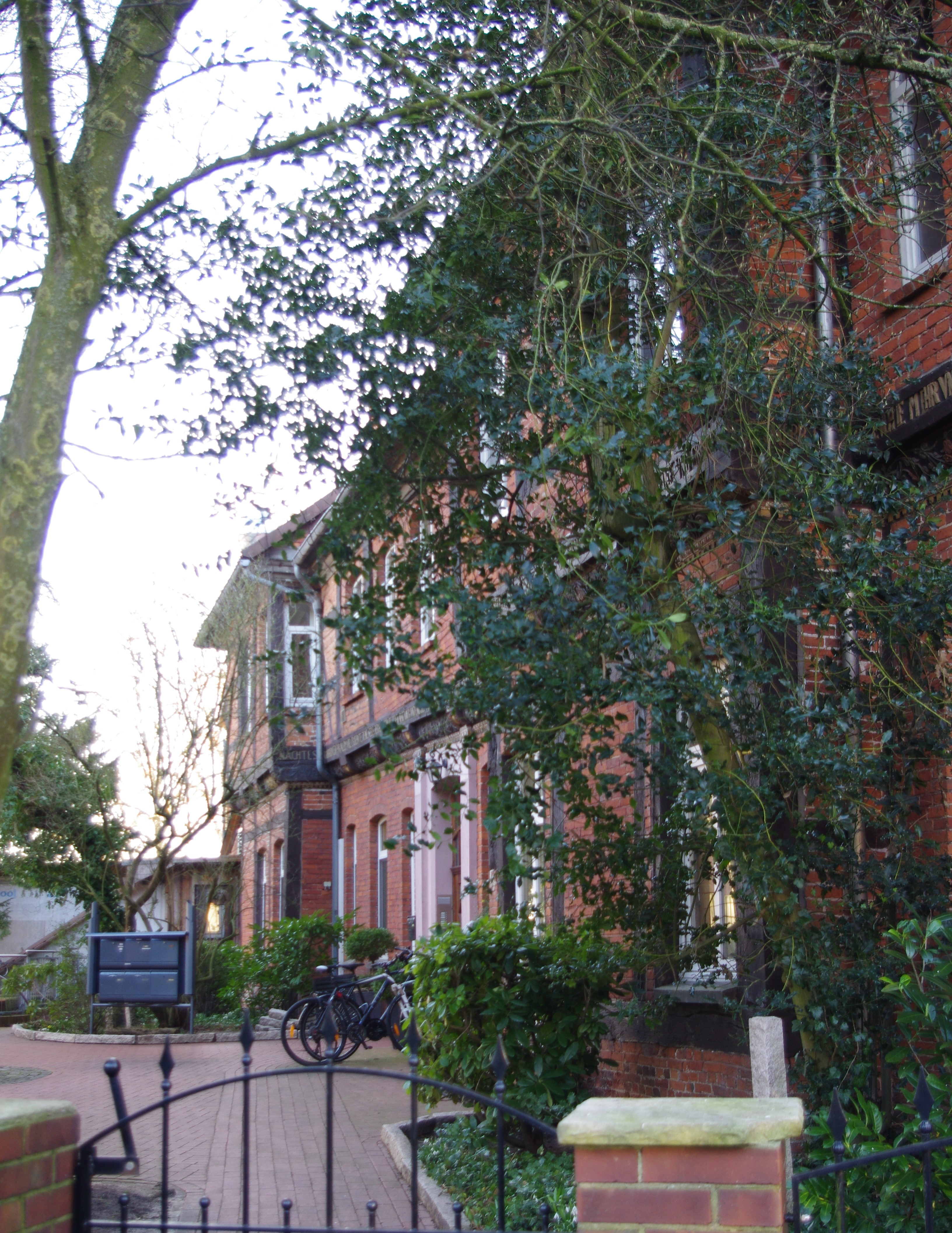
Nebengebäude

Aus denkmalpflegerischer Sicht besteht an der Erhaltung des Burgmannshofes aufgrund seiner ortsgeschichtlichen Bedeutung ein öffentliches Interesse. Es handelt sich um einen mehrflügeligen Wohnsitz einer niederadligen Burgmannenfamilie, dem wegen der frühbarocken Gestaltung des Hofes Zeugnis- und Schauwert für die Bau- und Kunstgeschichte zukommt. Bauweise und ausgeschmücktes Fachwerk zeugen von herrschaftlichem Wohnen und Repräsentationsbedürfnis. Die Anlage in markanter Lage am Weserwall hat wegen ihres prägenden Einflusses auf das Straßenbild eine städtebauliche Bedeutung.